# Lisa McGee
Lisa McGee (Derry, 1979) è una sceneggiatrice nordirlandese.

## Biografia
Nata e cresciuta a Derry, Irlanda del Nord, ha studiato alla Queen's University Belfast, per poi diventare scrittrice presso il Royal National Theatre di Londra nel 2006. Le sue drammaturgie includono Jump, The Heights, Nineteen Ninety Two e Girls and Dolls, per le quali ha vinto lo Stewart Parker Trust New Playwright Bursary 2007.
I lavori televisivi di McGee includono The Things I Haven't Told You per BBC Three, la serie televisiva irlandese Raw, che ha creato per RTÉ, un periodo come sceneggiatrice per tre serie del candidato alla BAFTA Being Human della BBC, la sitcom di Channel 4 London Irish, che ha creato, scrivendo per la serie drammatica di BBC One nominata ai Golden Globe The White Queen e Indian Summers, sempre per Channel 4. La sua commedia teatrale Jump è stata inoltre adattata in un film nel 2012.
McGee è l'ideatrice e sceneggiatrice di Derry Girls, una sitcom messa in onda nel Regno Unito su Channel 4 dal gennaio 2018. In 2018, è stata inserita tra le BBC's 100 Women.

## Vita privata
Lisa McGee è sposata con l'attore Tobias Beer.

## Filmografia
- Totally Frank (2006)
- The Meeting - cortometraggio (2007)
- The Things I Haven't Told You (2008)
- Raw (2008-2013)
- Being Human (2010-2012)
- The White Queen (2013)
- London Irish (2013)
- Indian Summers (2015-2016)
- Derry Girls (2018-presente)

## Riconoscimenti
- 2018 – IFTA Gala Television Awards
  - Vincitrice Miglior sceneggiatura in una commedia o soap (Derry Girls)[7]
- 2018 – British Screenwriters’ Awards
  - Vincitrice Miglior scrittura di una commedia televisiva (Derry Girls)[8]